# Tim Berrett
Tim Berrett (Royal Tunbridge Wells, 23 gennaio 1965) è un ex marciatore canadese.
È l'atleta che, con nove partecipazioni ai Campionati del mondo, è primatista ex aequo in questa classifica. Vanta anche cinque partecipazioni consecutive, da Barcellona 1992, ai Giochi olimpici.

## Biografia
Nato nel Kent e trasferitosi da piccolo con la famiglia in Canada, vive ad Edmonton, in Alberta.

## Palmarès
| Anno | Manifestazione          | Sede       | Evento        | Risultato | Prestazione | Note                                     |
| ---- | ----------------------- | ---------- | ------------- | --------- | ----------- | ---------------------------------------- |
| 1991 | Mondiali                | Tokyo      | Marcia 50 km  | 15º       | 4h14'35"    | Miglior prestazione personale stagionale |
| 1992 | Giochi olimpici         | Barcellona | Marcia 20 km  | 14º       | 1h28'25"    |                                          |
| 1992 | Giochi olimpici         | Barcellona | Marcia 50 km  | dq        | dq          |                                          |
| 1993 | Mondiali indoor         | Toronto    | Marcia 5000 m | 4º        | 18'53"82    |                                          |
| 1993 | Mondiali                | Stoccarda  | Marcia 50 km  | 7º        | 3h50'23"    | Miglior prestazione personale stagionale |
| 1995 | 1995                    | Göteborg   | Marcia 50 km  | 14º       | 3h57'13"    | Miglior prestazione personale stagionale |
| 1996 | Giochi olimpici         | Atlanta    | Marcia 50 km  | 10º       | 3h51'28"    | Miglior prestazione personale stagionale |
| 1999 | Mondiali                | Siviglia   | Marcia 50 km  | dq        | dq          |                                          |
| 2000 | Giochi olimpici         | Sydney     | Marcia 20 km  | 26º       | 1h25'29"    |                                          |
| 2000 | Giochi olimpici         | Sydney     | Marcia 50 km  | dq        | dq          |                                          |
| 2001 | Mondiali                | Edmonton   | Marcia 50 km  | 19º       | 3h59'34"    |                                          |
| 2002 | Giochi del Commonwealth | Manchester | Marcia 50 km  | Bronzo    | 4h04'25"    |                                          |
| 2003 | Mondiali                | Parigi     | Marcia 50 km  | 19º       | 4h02'03"    | Miglior prestazione personale stagionale |
| 2004 | Giochi olimpici         | Atene      | Marcia 50 km  | 31º       | 4h10'31"    |                                          |
| 2005 | Mondiali                | Helsinki   | Marcia 50 km  | 11º       | 3h55'48"    | Miglior prestazione personale stagionale |
| 2007 | Mondiali                | Osaka      | Marcia 50 km  | 19º       | 4h06'47"    |                                          |
| 2008 | Giochi olimpici         | Pechino    | Marcia 50 km  | 38º       | 4h08'18"    |                                          |